# سنتر (بسکتبال)

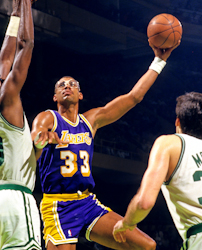
سنتر کریم عبدالجبار در حال اجرای اسکای‌هوک.

سنتر (انگلیسی: Center) یکی از پنج پست در یک بازی بسکتبال می‌باشد. سنترها معمولاً بلندقدترین بازیکنان تیم هستند. حدود قد سنترها معمولاً بالاتر از ۶فوت ۱۰اینچ (۲/۰۸متر) است. به طور سنتی سنترها در نزدیکی سبد بازی می‌کنند.
از بهترین سنتر های لیگ ان بی ای، میتوان به حکیم اولاجوان،شکیل اونیل، ویلت چمبرلین ، بیل راسل ، کریم عبدالجبار و یائو مینگ اشاره کرد.